# Capivariano FC
Capivariano FC is een Braziliaanse voetbalclub uit Capivari, in de deelstaat São Paulo. 

## Geschiedenis
De club werd in 1918 opgericht en speelde het grootste deel van haar bestaan in de lagere reeksen. In 1984 werd de club kampioen van de Série A3 van het Campeonato Paulista. Van 1994 tot 1997 speelde de club in de vierde klasse en zakte dan zelfs naar de vijfde klasse. Na vijf seizoenen promoveerde de club weer en speelde dan tot 2011 in de vierde klasse. Hierna ging het stijl omhoog. Na drie promoties op vier seizoenen promoveerden ze voor het eerst naar de Série A1. De club plaatste zich voor de Copa do Brasil 2015 en won daar in de eerste ronde van Caxias en verloor in de tweede ronde van Botafogo. De club degradeerde in 2016 weer en ook in 2017 volgde een degradatie naar de Série A3. De club eindigde twee seizoenen op rij als vicekampioen van de reguliere competitie, maar kon via de eindronde geen promotie afdwingen. Na een promotie in 2023 slaagde de club er in 2025 in om kampioen te worden en zo opnieuw naar de hoogste klasse te promoveren.

## Overzicht seizoenen Campeonato Paulista
| Competitie      | Aantal | Periode                                                |
| --------------- | ------ | ------------------------------------------------------ |
| Série A1        | 3      | 2015-2016, 2026-                                       |
| Série A2        | 12     | 1985-1987, 1989-1991, 1993, 2013-2014, 2017, 2024-2025 |
| Série A3        | 16     | 1958-1959, 1976, 1980-1984, 1988, 2012, 2018-2023      |
| Segunda Divisão | 20     | 1960-1963, 1977-1979, 1994-1997, 2003-2011             |
| Série B2        | 5      | 1998-2002                                              |